# Длинноусые моли
Длинноусые моли, или длинноуски (лат. Adelidae), — семейство чешуекрылых из надсемейства Adeloidea инфраотряда разнокрылых бабочек:213.

## Описание
Мелкие бабочки с размахом крыльев 7—27 мм. Лоб часто в прижатых, затылок всегда в торчащих чешуйках. Глазки отсутствуют. Сложные глаза с межфасеточными микротрихиями, от небольших до сильно увеличенных, соприкасающихся на затылке. Усики в 2—3,5 раза длиннее переднего крыла, нитевидные. Хоботок хорошо развит, длиннее головной капсулы, в основании покрыт чешуйками, имеет внутреннюю мускулатуру. Крылья относительно широкие, удлинённые, с короткой бахромой. Крыловая мембрана с микротрихиями. Передний край задних крыльев, кроме зацепки, несёт псевдофренулярные щетинки. Жилкование гетерономное, генерализованное, редко слегка редуцированное. Бабочки, исключая род Nematopogon, ярко окрашены, часто многоцветные. В окраске большинства видов присутствуют металлические тона.
Гусеница с прогнатической головой. Грудные пары ног хорошо развиты. Брюшные ноги часто редуцированы, но многоярусные ряды крючьев сохраняются на III—VI сегментах. Молодые гусеницы минирует листья или бурят семена. Затем в чехлике на почве питается детритом. Окукливается в чехлике.

## Образ жизни
Бабочки ведут дневной образ жизни, многие из видов роятся большими группами. У некоторых видов рода Nemophora роение коррелирует с копуляцией в полете. Распространение повсеместное. Выделяют 4 рода, 30 (предположительно 40—45) видов. Самцы совершают брачные полёты возле веток деревьев, на которых сидят самки. 
Личинки в основном в начале добывают пищу в листьях или цветках, но позже поедают опавшие листья, лежащие на земле. При этом они носят с собой мешок, сделанный из срезанных частей растения, открытый с обеих сторон для их защиты. Некоторые виды являются монофагами и питаются только определенным кормовым растением. У некоторых видов, особенно у рода Adela, может наблюдаться массовое размножение: они летают большими стаями вокруг цветущих растений.

## Классификация

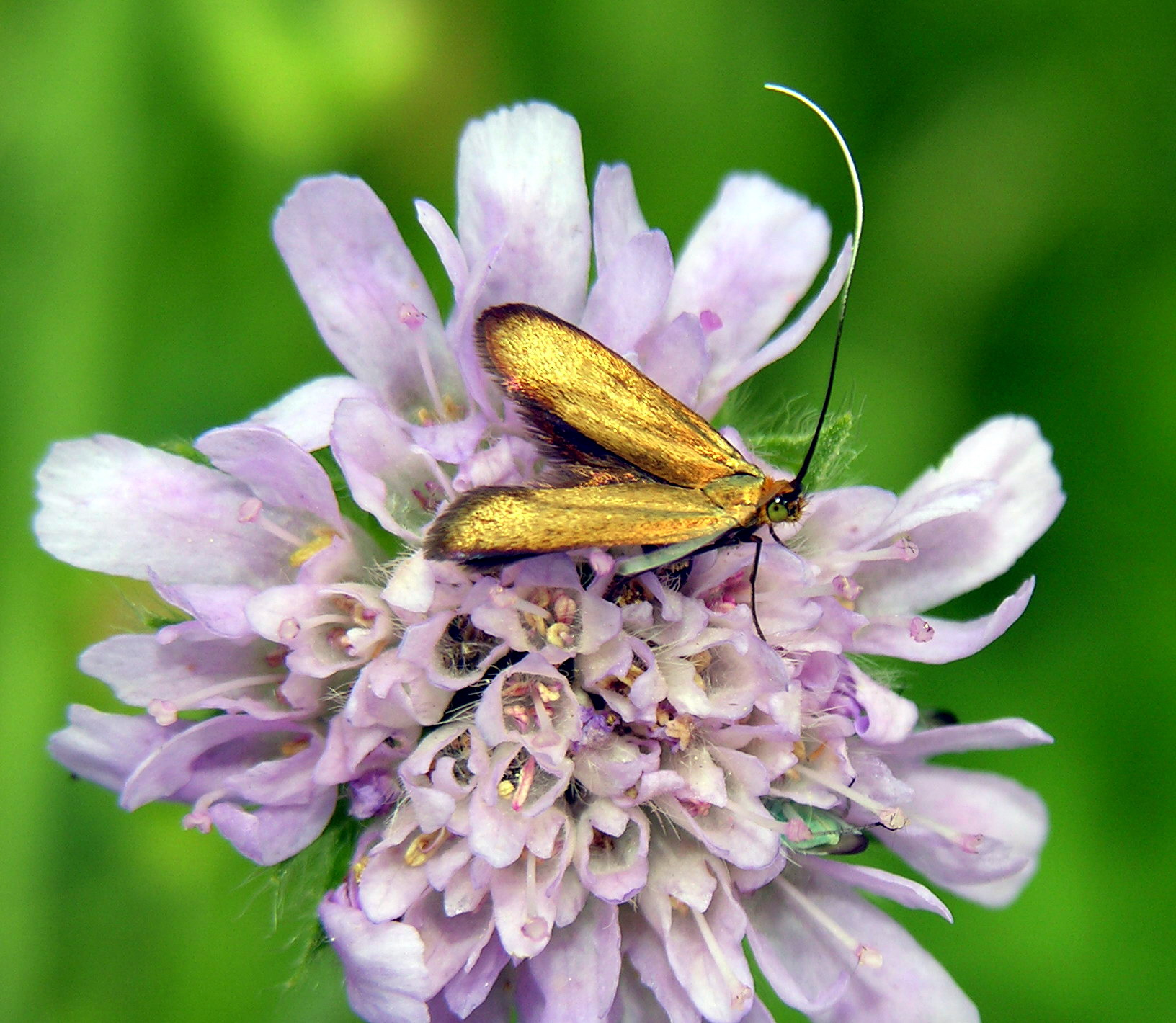
Nemophora metallica

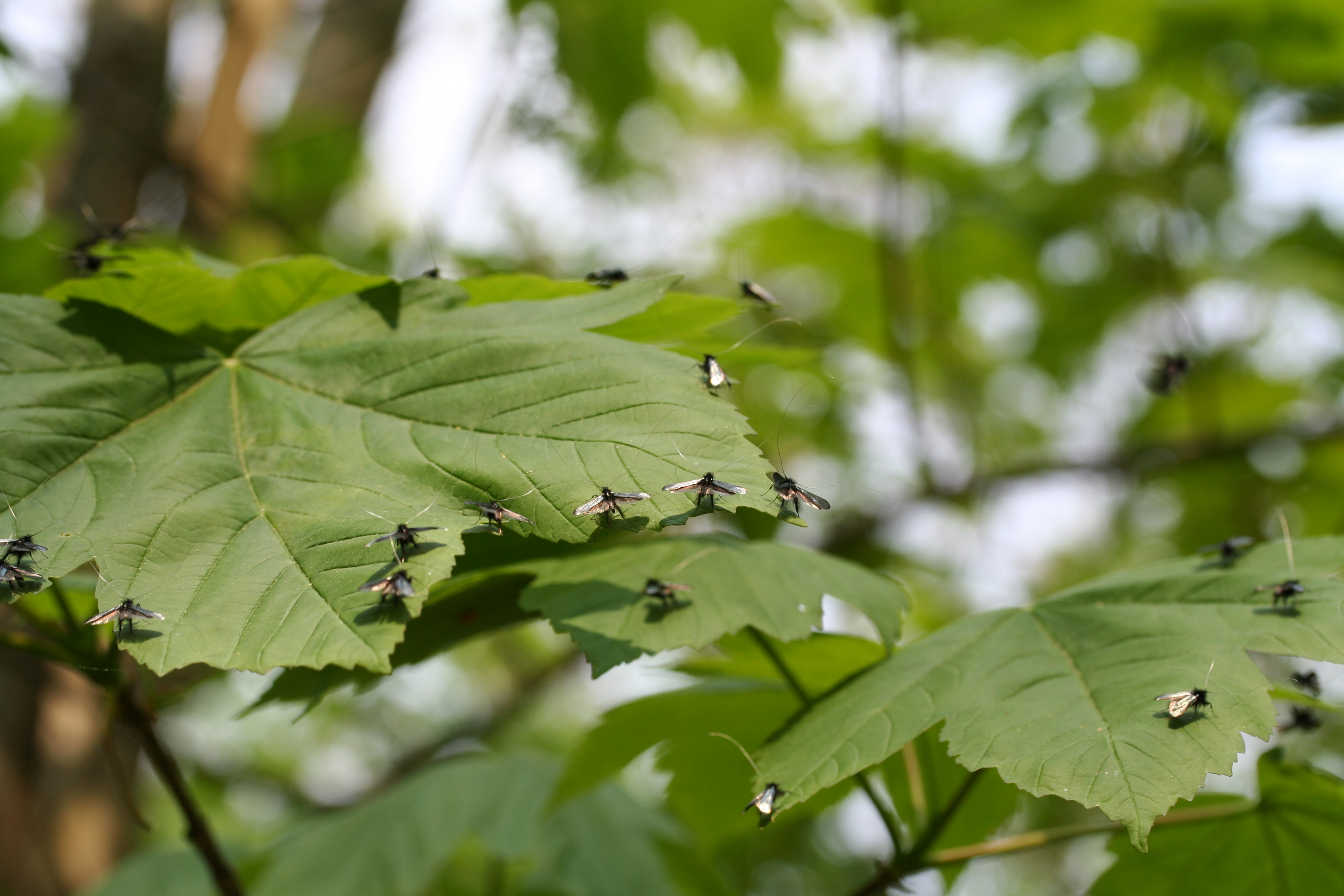
Adela reaumurella

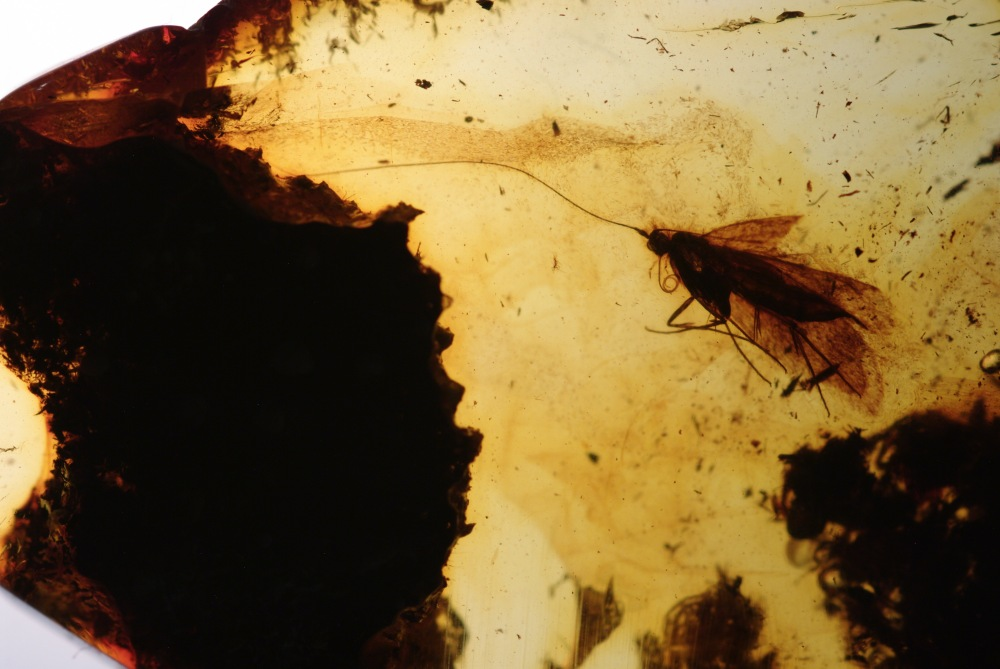
Adela kuznetzovi в куске балтийского янтаря

Семейство длинноусых молей представлено в Европе 50 видами.
- Подсемейство Adelinae

- Adela albicinctella
- Adela associatella
- Adela australis
- Adela croesella
- Adela cuprella
- Adela mazzolella
- Adela reaumurella
- Adela violella
- Cauchas albiantennella
- Cauchas chrysopterella
- Cauchas fibulella
- Cauchas leucocerella
- Cauchas rufifrontella
- Cauchas rufimitrella
- Nemophora auricellus
- Nemophora congruella
- Nemophora cupriacella
- Nemophora degeerella
- Nemophora dumerilellus
- Nemophora fasciella
- Nemophora metallica
- Nemophora minimella
- Nemophora ochsenheimerella
- Nemophora pfeifferella
- Nemophora raddella
- Nemophora violellus

- Подсемейство Nematopogoninae

- Nematopogon adansoniella
- Nematopogon magna
- Nematopogon metaxella
- Nematopogon pilella
- Nematopogon robertella
- Nematopogon schwarziellus
- Nematopogon swammerdamella